# Buenas Peras
Buenas Peras es una ciudad ficticia en el universo de la historieta chilena Condorito. Es la eterna rival de Pelotillehue, siendo esta última en la que habitan Condorito y los principales personajes de la historieta.

## Descripción
Buenas Peras, al igual que Pelotillehue, es una ciudad ficticia chilena, muy próxima a las poblaciones de Cumpeo y la propia Pelotillehue. En razón de esta cercanía es que Pelotillehue y Buenas Peras son ciudades antagonistas.
La principal rivalidad se da en el ámbito del fútbol, encarnada a través de los equipos de cada ciudad: "Pelotillehue F. C." o "Pelotillehue Unido" y "Buenas Peras F. C.". Los partidos de fútbol entre ambos equipos siempre terminan los encuentros en violencia: en el mejor de los casos con una simple pelea, y en el peor, con una batalla campal de proporciones épicas.
Otra rivalidad, igualmente, es la periodística, ya que el diario de Pelotillehue, "El Hocicón" (cuyo lema es: "Diario pobre pero honrado, y no copión"), compite siempre por la mejor nota contra el diario de Buenas Peras, "El Cholguán" (cuyo lema es: "Un tabloide firme y veraz").
Asimismo, también cuenta con su propia línea aérea: "Aeroperas", la cual también compite, necesariamente, con la de Pelotillehue, que es "Pelotillehue Air".

### Creación
Curiosamente, la primera mención de Buenas Peras ocurrió en un chiste publicado en Okey N°200 (30 de mayo de 1953), cuando las historias de Condorito transcurrían principalmente en Santiago de Chile, un par de años antes de la primera mención de Pelotillehue en otro chiste (Okey N°320, 17 de septiembre de 1955).
La creación de Buenas Peras se basa, al igual que la de Pelotillehue, en la descripción de las características comunes que están presentes en los pueblos semirurales chilenos existentes en la zona centro-sur de ese país, el cual, con el paso del tiempo y los posteriores lugares descritos en los chistes usados, harían que este pueblo imaginario llegara a transformarse en el rival por excelencia de su vecino.
Al respecto, igualmente existe la convicción en Chile de que Pelotillehue y Buenas Peras están inspiradas en las ciudades chilenas de Linares y Yerbas Buenas, respectivamente, mientras que Cumpeo es el nombre de un pueblo real ubicado cerca de Talca.[cita requerida]